# Maytenus magellanica
Maytenus magellanica es una especie botánica de pequeño árbol perennifolio de 5 m, en la familia de las Celastraceae.

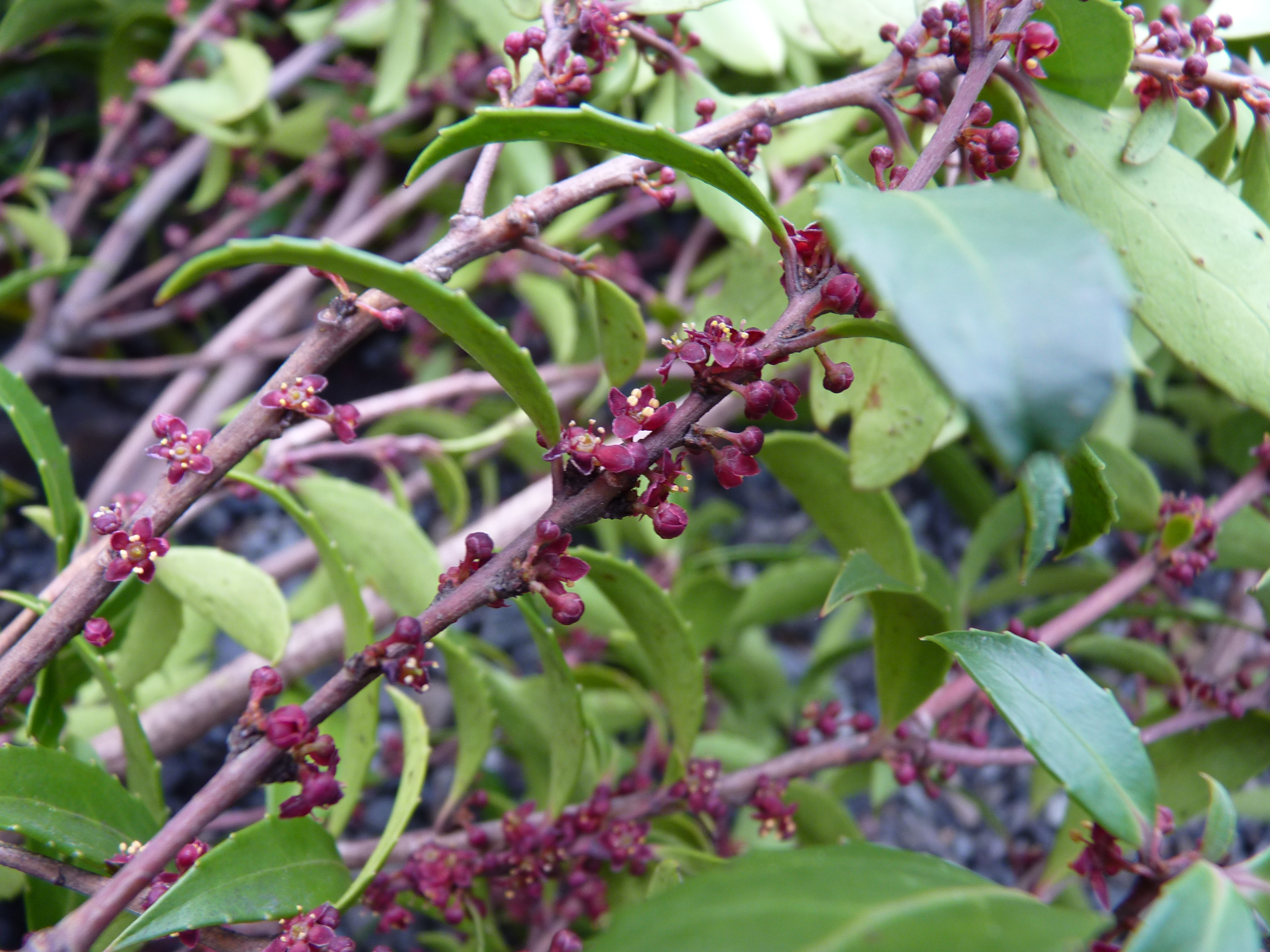
Inflorescencia

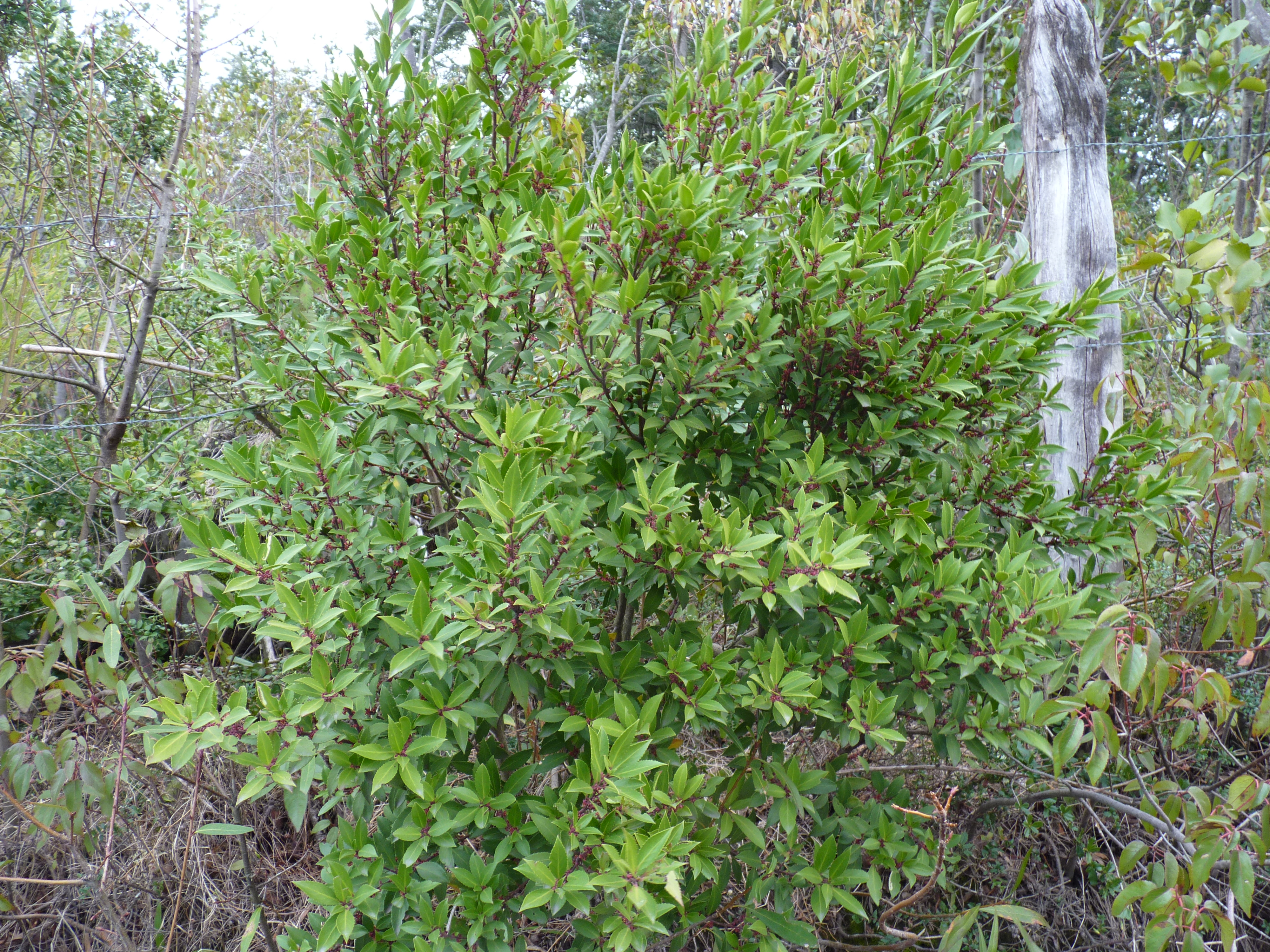
Vista de la planta

## Descripción
Arbusto, o árbol pequeño, monoico, perennifolio, 5 m de altura, ramas gruesas. Hojas alternadas, pecíolo de 2-6 mm de largo, láminas elíptico-lanceoladas de 2-6 x 1,5-3 cm, gruesas y coriáceas, ápice y base atenuadas, bordes irregularmente aserrados. Estípulas rojizas, caedizas. Flores hermafroditas o unisexuales, en grupos de 2-3 en las axilas; 5-sépalos de 1 mm de largo; 5-pétalos vinosos de 2-3,5 mm, ovario reducido en flores masculinas con 5 estambres; en femeninas, el ovario ovoide termina en un estilo corto y este a su vez, en un estigma plano bilobulado. Fruto cápsula de 6-8 x 5 mm, 2 valvas que contienen 1 a 2 semillas.

## Distribución y hábitat
Es endémica del sur de Argentina y de Chile desde 36º S a Cabo de Hornos (56° S), en Chile desde la VII a XII región. Tiene delicadas hojas y se la usa como ornamental. Como su rango nativo incluye la subpolar Tierra del Fuego, la resistencia al frío y los fuertes vientos de esta especie es apreciada y ha sido exitosamente introducida en las islas Feroe. También ha sido plantada en costa norte del Pacífico de Estados Unidos.

## Taxonomía
Maytenus magellanica fue descrita por (Lam.) Hook. f.  y publicado en Bot. Antarct. Voy. I. (Fl. Antarct.). 2: 254. 1845
Etimología
Maytenus: nombre genérico derivado de maitén, nombre de origen mapudungún de la especie tipo Maytenus boaria.
magellanica: epíteto geográfico que alude a su localización en el estrecho de Magallanes.
Sinonimia
- Cassine magellanica Lam. (basónimo)
- Celastrus magellanicus (Lam.) DC.
- Maytenus andina Phil.[5]

## Nombre común
- Leña dura, maitén de Magallanes, palo duro.